# 긴급관세
긴급관세(緊急關稅)는 해외 가격의 폭락이나 과도한 수입 증가로 국내 산업이 중대한 손해를 받았다고 판단될 때 정부가 취할 수 있는 조치이다. 정부는 일정 한도까지 관세의 인상조치를 취할 수 있다. 관세 무역 일반 협정 19조에서도 이것을 인정하고 있다.